# Rössener Kultur
Die Rössener Kultur ist eine mitteleuropäische Archäologische Kultur der mittleren Jungsteinzeit und wird nach Radiokarbondaten aus Holzkohle zwischen 4790 und 4550 v. Chr. datiert. Sie folgt mit Überschneidungen der Großgartacher Kultur und wird gefolgt von der Bischheimer Kultur. Funde der Rössener Kultur reichen von Nordost-Frankreich über elf deutsche Bundesländer (mit Ausnahme des nördlichen Bereichs der Norddeutschen Tiefebene) bis in die Nordschweiz und Teile Österreichs.
Der Begriff wurde 1900 von Alfred Götze eingeführt. Das namengebende Gräberfeld von Rössen, südlich von Rössen, heute ein Stadtteil von Leuna in Sachsen-Anhalt, liegt am Ostrand ihres Verbreitungsgebietes. Hier wurden zwischen 1882 und 1890 sowie 1918 wahrscheinlich über 100 Gräber hauptsächlich der Rössener Kultur, aber auch der Gaterslebener Kultur und weiterer Kulturen freigelegt.

Archäologische Kulturen des späteren Neolithikums, mit ihren ungefähren lokoregionären Ausbreitungen

## Hausbau und Siedlungsweise

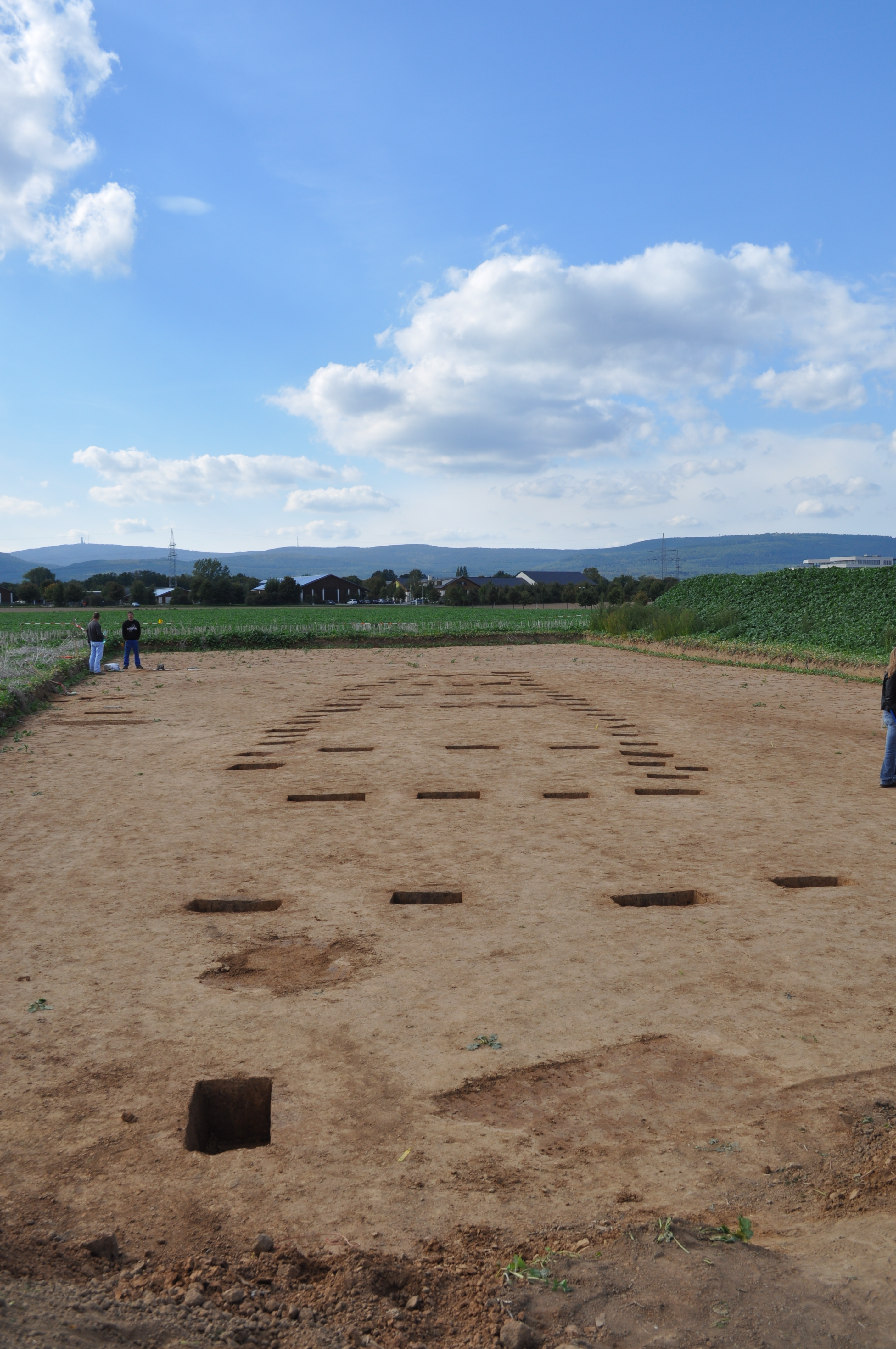
Langhaus in Bad Homburg vor der Höhe

Es gibt nur wenige erforschte Siedlungen. Beispiele sind: Deiringsen-Ruploh, Bad Homburg und Schöningen-Esbeck oder die Siedlung Soest Am Ardey/Rüenstein. Die großen charakteristischen Langhäuser der Rössener Kultur, von denen in Hessen mittlerweile zahlreiche vollständige Beispiele archäologisch untersucht wurden, zeigen überwiegend langschmale trapezförmige Grundrisse mit leicht gebogenen Längswänden. Sie beherbergten vermutlich eine größere Personengruppe und wohl auch deren Tiere. Die Rössener-Langhäuser setzen die Bautradition der bandkeramischen Großbauten, für die ein kleiner Wald gefällt werden musste, fort, lassen aber eine deutliche Fortentwicklung erkennen, da weniger Holz verbaut wurde.
Die trapez- und schiffsförmigen Langhäuser waren bis zu 65 m lang. Bedingt durch den Grundriss besaßen sie vermutlich eine abfallende Dachlinie. Eine mehrfache Innenaufteilung ist nachgewiesen. Jens Lüning geht für die Rössener Kultur, im Gegensatz zur Bandkeramik, von echten Dorfanlagen aus. Manche Siedlungen waren von Erdwerken umgeben. Die Siedlungen befanden sich überwiegend in Gebieten der Parabraunerde, im Vergleich zu der späten Bandkeramik hatte sich das Siedlungsgebiet reduziert.

## Keramik

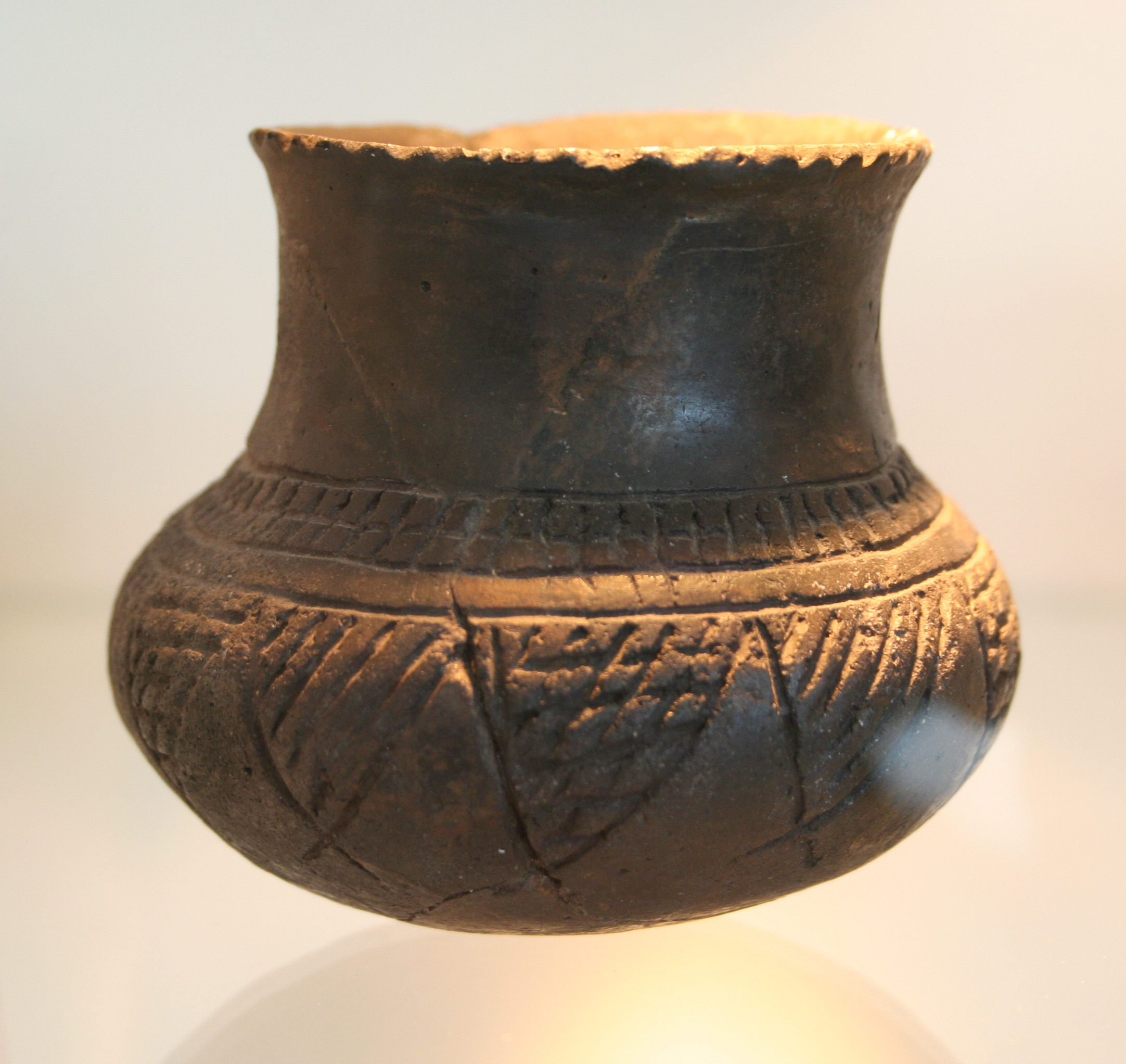
Kugelbecher der Rössener Kultur aus Hüde, Niedersachsen

Typische Gefäßformen sind hohe Schüsseln mit Standfuß, Kugelbecher, Zipfelschalen und Schiffchengefäße. Ihre Oberfläche ist meistens braun, rotbraun, dunkelbraun oder grauschwarz und geglättet. Die charakteristische Dekoration umfasst mit weißer Paste ausgelegte (so genannte Inkrustation) Doppelstiche („Geißfußstich“), furchenartige Einstiche und Stempeleindrücke.

## Steingeräte

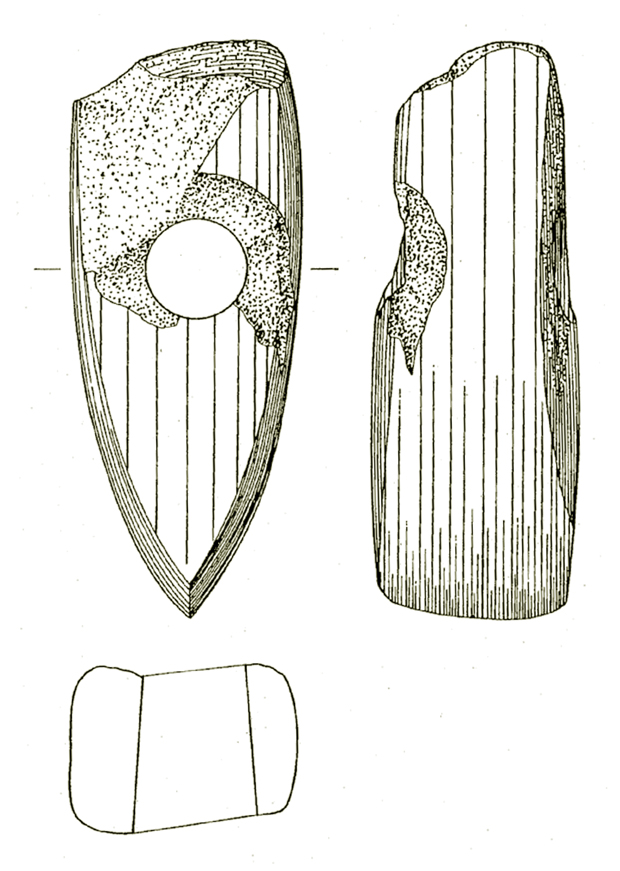
Steinaxt (Breitkeil Typ Rössen) aus Vernawahlshausen

Das Silexinventar ähnelt weitgehend dem der Bandkeramik (Klingenindustrie mit pyramidalen Kernen), ein deutlicher Wechsel zeichnet sich jedoch bei den benutzten Rohmaterialien ab: der in der Bandkeramik vorherrschende Rijckholt-Feuerstein wird durch den gebänderten Plattenhornstein (Typ Abensberg-Arnhofen) abgelöst. Bei den Felsgesteingeräten ist der durchbohrte hohe Breitkeil typisch, daneben sind auch undurchbohrte Beile und Dechsel (Querbeile) in Gebrauch.

## Bestattungssitten

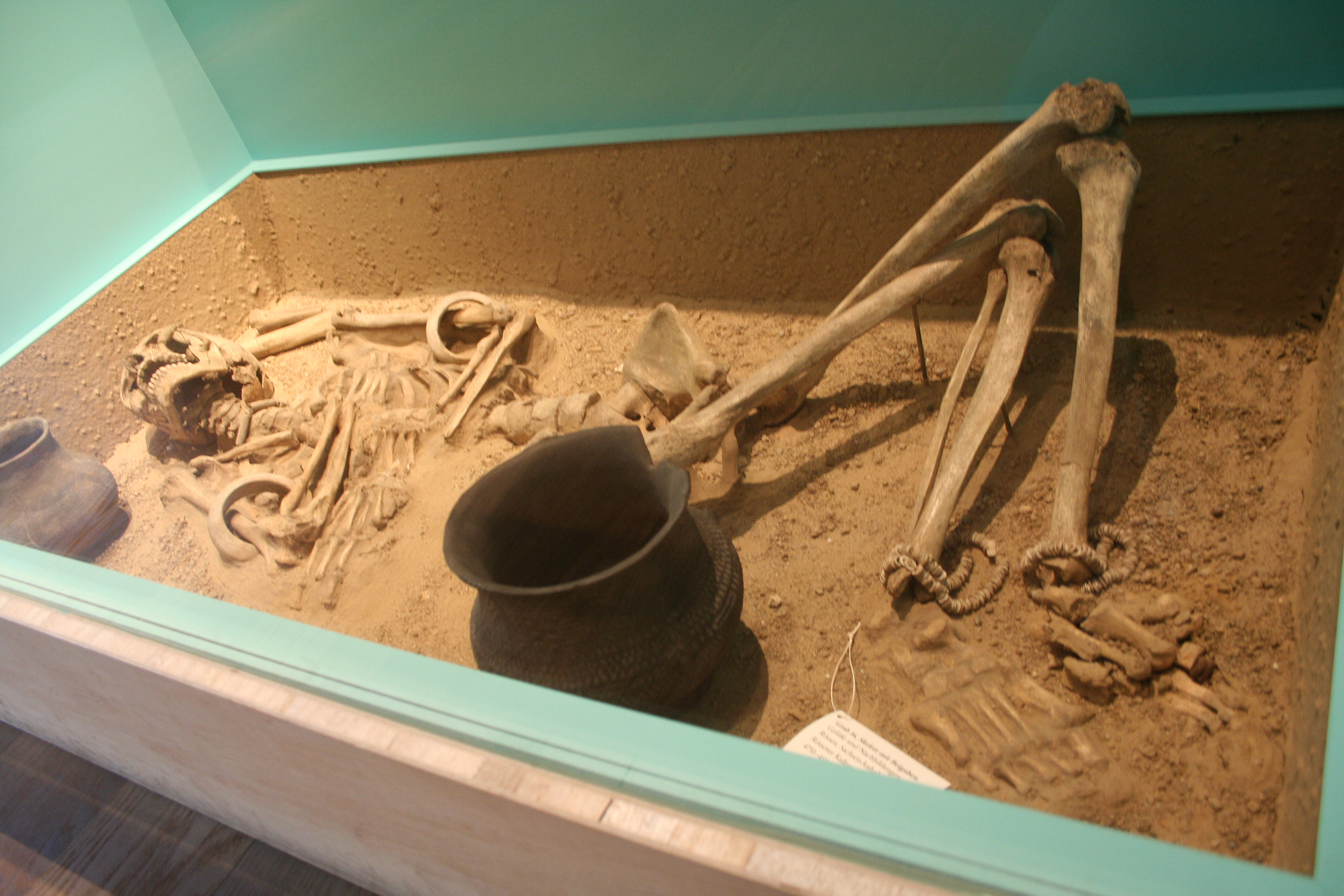
Hockergrab aus Rössen; Museum für Vor- und Frühgeschichte Berlin

Die Toten wurden vorwiegend als ostorientierte Rechtshocker bestattet. Diese Gräber wurden zwischen 40 und 160 cm tief in der Erde angelegt und teilweise mit Steinplatten bedeckt. Über ihre Form und Größe ist wenig bekannt. Noch weniger ist über Brandbestattungen bekannt, deren Zuordnung teilweise bestritten wird. Der Leichenbrand und die Scheiterhaufenasche wurden gesammelt und die unverbrannten Beigaben daneben abgelegt (sog. Brandgrubengrab).
Keramische Beigaben waren Fußbecher, Kugelbecher, Ösenbecher, Schalen, Schüsseln, Ösentassen, Flaschen, Amphoren, Kannen und Wannen. Weiter Kalksteinringe, Steinbeile, Feuersteinklingen und Tierknochen.

## Zeitlich und räumlich nahe Kulturen
Die Rössener Kultur löste die Linienbandkeramik in deren westlichem Verbreitungsgebiet über die Zwischenstufen Hinkelstein, Großgartach und Planig-Friedberg ab. Diese „Ablösung“ erfolgte jedoch abrupt, denn die meisten Rössener Ansiedlungen gründeten sich nicht auf ältere bandkeramische Siedlungen, sondern entstanden vermutlich unabhängig neu.
Die Rössener Kultur ist teilweise zeitgleich mit der bayerischen Gruppe Oberlauterbach und der jüngeren Stichbandkeramik. Sie wird im Südwesten Deutschlands und der Nordschweiz von den sogenannten Poströssener Gruppen (Wauwil, Bischoffingen-Leiselheim/Straßburg (früher Linsenkeramik)), Bischheimer Kultur, Goldberg III, der Aichbühler Kultur abgelöst. In Teilen Mitteldeutschlands folgt (unter Umständen mit einer zeitlichen Lücke) darauf die Gaterslebener Kultur, eine lokale Ausprägung der in Tschechien, Polen, Österreich und Ungarn ansässigen jungneolithischen Lengyel-Kultur, deren bayerische Ausprägung die Münchshöfener Kultur, die dort etwa um 4400 v. Chr. beginnt. Das Ende bereitet dann die Baalberger Kultur, die älteste Gruppe der Trichterbecherkulturen.

### Allgemein
- Hans-Jürgen Beier (Hrsg.): Der Rössener Horizont in Mitteleuropa (= Beiträge zur Ur- und Frühgeschichte Mitteleuropas. Band 6). Beier & Beran, Wilkau-Hasslau 1994, ISBN 3-930036-04-5.
- Jens Ehrhardt: Rössener Kultur. In: H.-J. Beier und R. Einicke (Hrsg.): Das Neolithikum im Mittelelbe-Saale-Gebiet. Eine Übersicht und ein Abriß zum Stand der Forschung. Verlag Beier & Beran. Wilkau-Hasslau 1994, 67-83, ISBN 3-930036-05-3.
- Joachim Preuß: Das Neolithikum in Mitteleuropa. Kulturen-Wirtschaft-Umwelt vom 6. bis 3. Jahrtausend v.u.Z., Übersichten zum Stand der Forschung. 3 Bde. Beier und Beran, Wilkau-Haßlau, Weißbach 1996, 1998, 1999, ISBN 3-930036-10-X.
- Dieter Kaufmann: Die Rössener Kultur in Mitteldeutschland. Katalog der Rössener und rössenzeitlichen Funde. Altkreise Altenburg bis Gotha (= Veröffentlichungen des Landesamtes für Denkmalpflege und Archäologie Sachsen-Anhalt – Landesmuseum für Vorgeschichte. Band 72/I–II). 2 Bände. Landesamt für Denkmalpflege und Archäologie Sachsen-Anhalt, Landesmuseum für Vorgeschichte, Halle (Saale) 2017, ISBN 978-3-944507-41-5.
- Jan Lichardus: Rössen – Gatersleben – Baalberge. Ein Beitrag zur Chronologie des mitteldeutschen Neolithikums und zur Entstehung der Trichterbecherkulturen (= Saarbrücker Beiträge zur Altertumskunde. Band 17). 2 Bände. Habelt, Bonn 1976, ISBN 3-7749-1303-X.

### Genese
- Walter Meier-Arendt: Zur Frage der Genese der Rössener Kultur. In: Germania. 52/1, 1974, 1-15, doi:10.11588/ger.1974.100454. ISSN 0016-8874
- Hans-Jürgen Beier (Hrsg.): Der Rössener Horizont in Mitteleuropa. Beiträge zur Ur- und Frühgeschichte Mitteleuropas, Band 6. Wilkau-Haßlau 1994, ISBN 3-930036-04-5.
- Jens Erhardt: Rössener Kultur, in: Hans-Jürgen Beier, Ralf Einicke (Hrsg.): Das Neolithikum im Mittelelbe-Saale-Gebiet und in der Altmark, Wilkau-Haßlau 1996, 76-77.

### Keramik und Chronologie
- Hermann Behrens: Die Rössener, Gaterslebener und Jordansmühler Gruppe im Mitteldeutschen Raum. Fundamenta A 3, Teil Va. Köln 1972, 270 ff.
- Jan Lichardus: Rössen – Gatersleben – Baalberge. Ein Beitrag zur Chronologie des mitteldeutschen Neolithikums und zur Entstehung der Trichterbecherkulturen (= Saarbrücker Beiträge zur Altertumskunde. Band 17). 2 Bände. Habelt, Bonn 1976, ISBN 3-7749-1303-X.
- Katharina Mauser-Goller: Die Rössener Kultur in ihrem südwestlichen Verbreitungsgebiet. Fundamenta A 3, Teil Va. Köln 1972, 231-268.
- Franz Niquet: Die Rössener Kultur in Mitteldeutschland (= Jahresschrift für mitteldeutsche Vorgeschichte. Band 26). Gebauer-Schwetschke, Halle (Saale) 1937.
- Sigrid Alföldy-Thomas, Helmut Spatz, Gerhard Falkner: Die „Große Grube“ der Rössener Kultur in Heidelberg-Neuenheim. Materialhefte Vor- und Frühgesch. Baden-Württemberg 11. Stuttgart 1988.
- Otto Thielemann: Eine Rössener Prachtvase von Burgdorf, Kreis Goslar. Die Kunde 9/10 (1941) 194–198.

### Steingeräte
- Alexander Binsteiner: Die Lagerstätten und der Abbau bayerischer Jurahornsteine sowie deren Distribution im Neolithikum Mittel- und Osteuropas. In: Jahrbuch des Römisch-Germanischen Zentralmuseums Mainz. Band 52, 2005 (2006), S. 43–155 (Online).
- Dieter Kaufmann: Die Rössener Kultur in Mitteldeutschland. Die rössenzeitlichen Geräte aus Felsgestein (= Veröffentlichungen des Landesamtes für Denkmalpflege und Archäologie Sachsen-Anhalt – Landesmuseum für Vorgeschichte. Band 72/V–VI). 2 Bände. Landesamt für Denkmalpflege und Archäologie Sachsen-Anhalt, Landesmuseum für Vorgeschichte, Halle (Saale) 2020, ISBN 978-3-948618-05-6.

### Ernährung
- Jens Lüning: Steinzeitliche Bauern in Deutschland – die Landwirtschaft im Neolithikum. Universitätsforschungen zur prähistorischen Archäologie 58. Habelt, Bonn 2000, ISBN 3-7749-2953-X.
- Ulrike Piening: Pflanzenreste – Die Pflanzenreste aus Gruben der Linearbandkeramik und der Rössener Kultur von Ditzingen, Kr. Ludwigsburg. In: Fundber. Baden-Württemberg 22/1. 1998, 125-160.

### Hausbau
- Margarete Dohrn-Ihmig: Neolithische Siedlungen der Rössener Kultur in der Niederrheinischen Bucht. München 1983.
- Antonius Jürgens: Die Rössener Siedlung von Aldenhoven, Kr. Düren. In: Rhein. Ausgrab. 19. 1979, 385-505.
- Rudolph Kuper: Der Rössener Siedlungsplatz Inden I, Dissertations-Druck, Köln 1979.
- Jens Lüning: Siedlung und Siedlungslandschaft in bandkeramischer und Rössener Zeit. In: Offa 39 (1982) 9-33.
- Helmut Luley: Die Rekonstruktion eines Hauses der Rössener Kultur im archäologischen Freilichtmuseum Oerlinghausen. In: Arch. Mitt. Nordwestdeutschl. Beiheft 4. Oldenburg 1990, 31-44.
- Helmut Luley: Urgeschichtlicher Hausbau in Mitteleuropa. Grundlagenforschung, Umweltbedingungen und bautechnische Rekonstruktion. Universitätsforsch. prähist. Arch. 7. Bonn 1992.
- Klaus Günther: Die jungsteinzeitliche Siedlung Deiringsen/Ruploh in der Soester Börde. Münster 1976.

### Gräberfelder
Zum Gräberfeld von Rössen:
- Hermann Behrens: Gräber der Gaterslebener Gruppe vom Rössener Gräberfeld. In: Jahresschrift für mitteldeutsche Vorgeschichte. Band 52, 1968, S. 67–80.
- Hans von Borries: Bericht über die am 21., 30. und 31. Juli 1883 erfolgte Ausgrabung vorgeschichtlicher Gräber bei Rössen an der Saale, Kr. Merseburg. In: Vorgeschichtliche Alterthümer der Provinz Sachsen. Band 3, 1886, S. 1ff.
- Alfred Götze: Das neolithische Gräberfeld von Rössen und eine neue keramische Gruppe. In: Zeitschrift für Ethnologie. Band 32, 1900, S. 237–253 (online)
- Dieter Kaufmann: Alexander Nagel und das eponyme Gräberfeld von Rössen. In: Ralf Gleser, Valeska Becker (Hrsg.): Mitteleuropa im 5. Jahrtausend vor Christus. Beiträge zur Internationalen Konferenz in Münster 2010 (= Neolithikum und ältere Metallzeiten. Studien und Materialien. Band 1). LIT, Berlin/ Münster 2012, ISBN 978-3-643-11279-8, S. 13–33.
- August Nagel: Gräber von Rössen an der Saale. In: Zeitschrift für Ethnologie. Band 14, 1882, S. 143–144 (online)
- August Nagel: Das Gräberfeld in Rössen a/Saale. Kreis Merseburg. In: Correspondenz-Blatt der Deutschen Gesellschaft für Anthropologie, Ethnologie und Urgeschichte. Band 18, 1887, S. 19–20 (online)
- Nils Niklasson: Neuere Ausgrabungen in Rössen, in: Mannus 11/12 (1919/20) 309–337.
- Franz Niquet: Die Rössener Kultur in Mitteldeutschland (= Jahresschrift für die Vorgeschichte der sächsisch-thüringischen Länder. Band 26), Gebauer-Schwetschke, Halle (Saale) 1937.
- Franz Niquet: Das Gräberfeld von Rössen, Kreis Merseburg (= Veröffentlichungen der Landesanstalt für Volkheitskunde. Band 9). Landesanstalt für Volkheitskunde, Halle (Saale) 1938.
- Rolf Dehn: Ein Gräberfeld der Rössener Kultur von Jechtingen, Gemeinde Sasbach, in: Archäologische Nachrichten Baden 34 (1985) 3-6.

### Poströssener Gruppen
- Die Kugelbechergruppen in der südlichen Oberrheinebene. Sonderheft. Cahiers Assoc. Promotion Rech. Arch. Alsace 6, 1990.
- Jens Lüning: Die Entwicklung der Keramik beim Übergang vom Mittel- zum Jungneolithikum im Süddeutschen Raum. Bericht der RGK 50. 1969, 3-95.
- Marie Zápotocká: Zum Stand der Forschung über die relative Chronologie des frühen Äneolithikums in Böhmen. In: Jörg Biel, Helmut Schlichtherle, Michael Strobel, Andrea Zeeb (Hrsg.): Die Michelsberger Kultur und ihre Randgebiete – Probleme der Entstehung, Chronologie und des Siedlungswesens. Kolloquium Hemmenhofen, 21.–23. Februar 1997. Materialh. Ur- u. Frühgesch. Baden-Württemberg 43. Stuttgart 1998, 291-302.
- Andrea Zeeb: Poströssen – Epirössen – Kugelbechergruppen. Zur Begriffsverwirrung im frühen Jungneolithikum (Die Schulterbandgruppen – Versuch einer Neubenennung). In: Hans-Jürgen Beier (Hrsg.): Der Rössener Horizont in Mitteleuropa. Wilkau-Haßlau 1994, 7-10.